# Liste der Baudenkmäler in Geisenhausen
Auf dieser Seite sind die Baudenkmäler in dem niederbayerischen Markt Geisenhausen zusammengestellt. Diese Tabelle ist eine Teilliste der Liste der Baudenkmäler in Bayern. Grundlage ist die Bayerische Denkmalliste, die auf Basis des Bayerischen Denkmalschutzgesetzes vom 1. Oktober 1973 erstmals erstellt wurde und seither durch das Bayerische Landesamt für Denkmalpflege geführt wird. Die folgenden Angaben ersetzen nicht die rechtsverbindliche Auskunft der Denkmalschutzbehörde.

## Ensembles

### Ensemble Straßenmarkt Geisenhausen

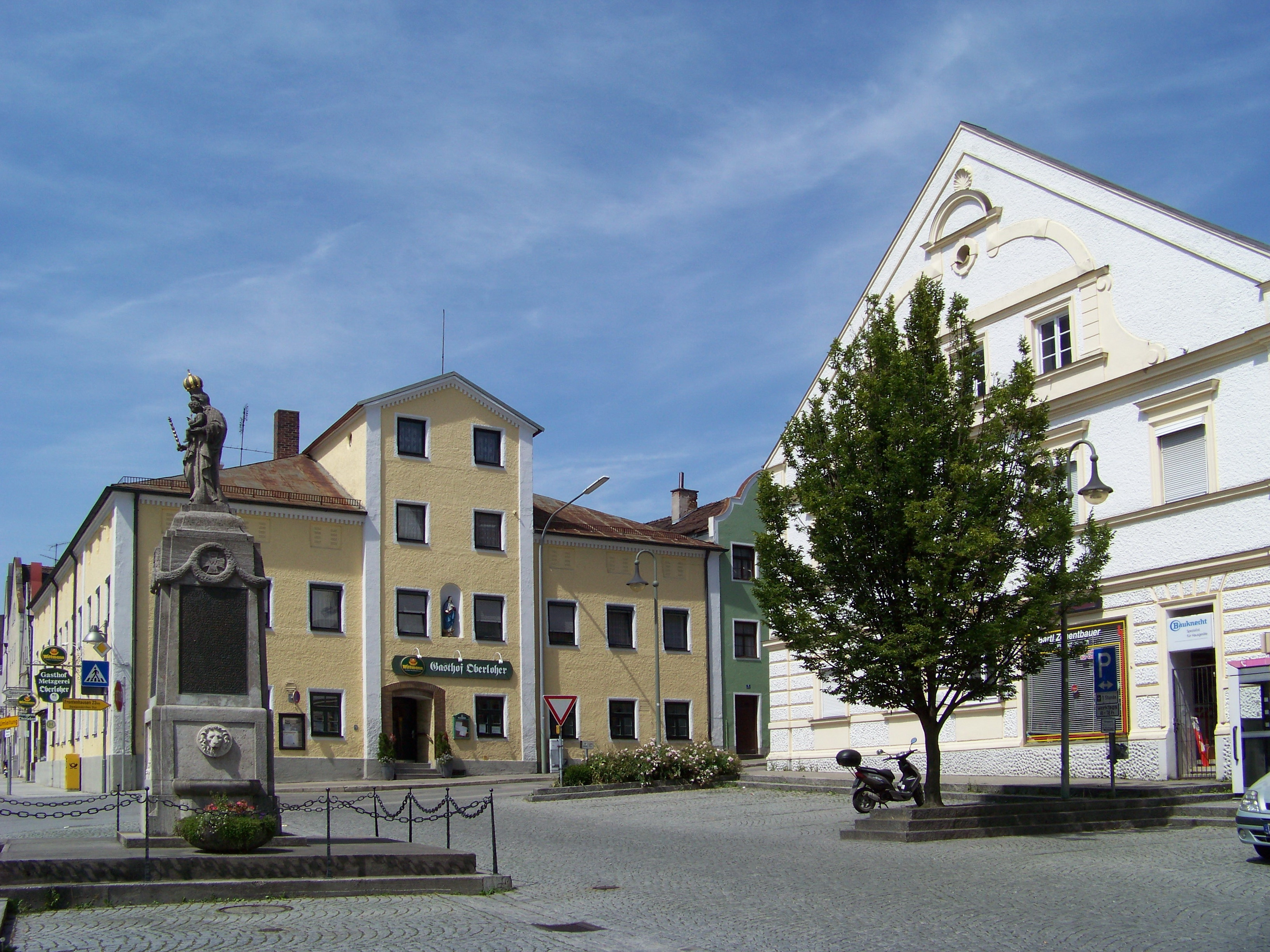

Das Ensemble umfasst den Kernbereich von Geisenhausen und wird gebildet durch Marktplatz, Kirchstraße und Hauptstraße. Die heutige Hauptstraße der 955 zuerst erwähnten Siedlung Geisenhausen entspricht in ihrer Anlage dem 1453 erstmals genannten, als Viehmarkt genutzten Straßenmarkt, der noch im 19. Jahrhundert als Ochsenstraße bezeichnet wurde. Auch die Form des Marktplatzes als rechteckige Erweiterung der Hauptstraße gegenüber dem Rathaus und der im rechten Winkel abzweigenden Verbindungsstraße zur Kirche bestand bereits im späten Mittelalter. Die Bebauung von Hauptstraße, Kirchstraße und Marktplatz ist von geschlossener Art. Es handelt sich meist um zweigeschossige, giebelständige Handwerkerhäuser, die im Kern dem 18. Jahrhundert entstammen. Ihre äußere Erscheinung ist jedoch häufig von baulichen Erneuerungen und von Fassadengliederungen in historisierenden Formen geprägt, die nach dem Ortsbrand von 1849 entstanden. Die Asphaltierung der Straßen- und Platzräume und einige Neubauten erweisen sich als Störungen des Ensembles.
Aktennummer: E-2-74-134-1

## Baudenkmäler nach Ortsteilen

### Geisenhausen
| Lage                              | Objekt                                                 | Beschreibung | Akten-Nr.              | Bild                      |
| --------------------------------- | ------------------------------------------------------ | --- | ---------------------- | ------------------------- |
| Bahnhofstraße 5 (Standort)        | Wohn- und Geschäftshaus                                | zweigeschossiges Gebäude mit Kniestock und Zeltdach, nördlich drei Turmerker mit Zeltdach, mit rustiziertem Sockelgeschoss, rustizierten Ecklisenen und Putzgliederungen, neubarock, um 1900. | D-2-74-134-1 Wikidata  | weitere Bilder            |
| Hauptstraße 7 (Standort)          | Wohnhaus                                               | zweigeschossiger und giebelständiger Satteldachbau mit rundbogiger Durchfahrt, 18./19. Jahrhundert. | D-2-74-134-96 Wikidata | weitere Bilder            |
| Joseph-Hager-Weg (Standort)       | Kreuzkapelle St. Theobald                              | massiver Satteldachbau mit profiliertem Rundbogen und Giebel, 18. Jahrhundert; mit Ausstattung. | D-2-74-134-15 Wikidata | Kreuzkapelle St. Theobald |
| Martin-Zeiler-Straße 2 (Standort) | Katholische Pfarrkirche St. Martin, Mauer und Friedhof | Hallenkirche, spätgotischer Backsteinbau der Landshuter Bauhütte, Baubeginn um 1477, Turmobergeschosse nach 1547, Barockisierung 1688 mit Anbau der sogenannten Altöttinger Kapelle, 1852 und 1870 Regotisierung, Gliederung durch umlaufenden Sockel, Strebepfeiler und Dachfries, viergeschossiger Westturm mit achteckigem Aufsatz und Spitzhelm; mit Ausstattung; Friedhof mit Grabdenkmälern des 18. und 19. Jahrhunderts; Friedhofsummauerung in Ziegelmauerwerk, neugotisch, 19. Jahrhundert. | D-2-74-134-6 Wikidata  | weitere Bilder            |
| Landshuter Straße 2 (Standort)    | Gasthof                                                | zweigeschossiges Gebäude mit Steildach, in Ecklage, südlich geschweifter Giebel mit reicher Putzgliederung, wohl 18. Jahrhundert. | D-2-74-134-8 Wikidata  | weitere Bilder            |
| Marktplatz (Standort)             | Kriegerdenkmal                                         | obeliskähnlicher Gedenkstein mit Inschriftentafel, darüber Sockelaufbau mit Mondsichelmadonna, 1920, 1958 erneuert. | D-2-74-134-98 Wikidata | weitere Bilder            |
| Marktplatz 2 (Standort)           | Ehemalige Brauerei                                     | später Wohn- und Geschäftshaus, zweigeschossiger Satteldachbau in Ecklage, Neurenaissance-Fassade mit rustiziertem Sockelgeschoss, um 1890. | D-2-74-134-10 Wikidata | weitere Bilder            |
| Marktplatz 9 (Standort)           | Ehemaliges Rathaus                                     | zweigeschossiges Gebäude mit Mansard-Walmdach und Dachreiter mit Zwiebelhaube, 1769. Bis 1959 als Rathaus. Auch als Marktgefängnis und Metzgerbank. | D-2-74-134-11 Wikidata | weitere Bilder            |
| St. Theobald 5 (Standort)         | Katholische Kirche St. Theobald                        | Saalkirche mit eingezogenem Chor, als spätromanische einschiffige Wehrkirche Ende des 13. Jahrhunderts errichtet, um 1450 Erweiterung durch Langhausanbau und Turm, Barockisierung 1712, Turm südlich mit Spitzbogenblenden und Spitzhelm; mit Ausstattung. | D-2-74-134-13 Wikidata | weitere Bilder            |
| Vilsgasse 4 (Standort)            | Wohnhaus                                               | zweigeschossiges traufständiges Gebäude mit Flachsatteldach, Blockbau, frühes 19. Jahrhundert. | D-2-74-134-16 Wikidata | Wohnhaus                  |

### Aukam
| Lage                   | Objekt                                      | Beschreibung | Akten-Nr.              | Bild |
| ---------------------- | ------------------------------------------- | --- | ---------------------- | ---- |
| Haus Nr. 19 (Standort) | Wohnstallhaus eines Vierseithofs mit Stadel | zweigeschossiger Satteldachbau mit Blockbau-Obergeschoss, 18./19. Jahrhundert; Blockbau-Stadel und Blockbau-Traidkasten mit Schrot, gleichzeitig. | D-2-74-134-19 Wikidata | BW   |
| Haus Nr. 22 (Standort) | Wohnstallhaus eines ehemaligen Dreiseithofs | zweigeschossiger Satteldachbau mit klassizistischen Putzgliederungen, erste Hälfte 19. Jahrhundert.                                               | D-2-74-134-20 Wikidata | BW   |

### Diemannskirchen
| Lage                       | Objekt                            | Beschreibung | Akten-Nr.              | Bild           |
| -------------------------- | --------------------------------- | --- | ---------------------- | -------------- |
| Haus Nr. 45 1/2 (Standort) | Katholische Kirche St. Margaretha | Saalkirche mit eingezogenem Chor, spätromanische Anlage des 13. Jahrhunderts, Chor im 15. Jahrhundert gewölbt, Gewölbe des Langhauses und Westturm mit Spitzhelm von 1882; mit Ausstattung. | D-2-74-134-21 Wikidata | weitere Bilder |

### Eiselsdorf
| Lage                            | Objekt                           | Beschreibung | Akten-Nr.              | Bild                             |
| ------------------------------- | -------------------------------- | --- | ---------------------- | -------------------------------- |
| Neben Haus Nr. 2 1/2 (Standort) | Katholische Kirche St. Kastulus  | Saalkirche, nach Süden gerichtete, barocke Anlage mit vorgestelltem Nordturm, Gliederung durch Pilaster und Lisenen, Turm mit achtseitigem Oberbau und Kuppelhaube, 1721; mit Ausstattung. | D-2-74-134-22 Wikidata | weitere Bilder                   |
| Haus Nr. 1 (Standort)           | Wohnstallhaus eines Vierseithofs | zweigeschossiger Satteldachbau, Eckrustizierung und Putzgliederungen, bezeichnet 1851. | D-2-74-134-23 Wikidata | Wohnstallhaus eines Vierseithofs |

### Feldkirchen
| Lage                  | Objekt                                         | Beschreibung | Akten-Nr.              | Bild           |
| --------------------- | ---------------------------------------------- | --- | ---------------------- | -------------- |
| Haus Nr. 6 (Standort) | Katholische Kirche Mariä Himmelfahrt mit Mauer | Staffelhallenkirche, spätgotischer Backsteinbau der zweiten Hälfte des 15. Jahrhunderts, Chor und Mittelschiff ab 1460/65, das südliche Seitenschiff unmittelbar anschließend erbaut, 1874 Beginn Regotisierung, 1883/84 nördliches Seitenschiff und Einzug der Westempore, neugotisch, Gliederung des Langhauses durch Strebepfeiler, Maßwerkfries am Chor, südlich Chorflankenturm mit Spitzhelm; mit Ausstattung; Friedhofsmauer, Ziegelstein, wohl um 1900 mit älteren Fragmenten. | D-2-74-134-24 Wikidata | weitere Bilder |

### Grabmühle
| Lage                       | Objekt      | Beschreibung                                                                                   | Akten-Nr.              | Bild |
| -------------------------- | ----------- | ---------------------------------------------------------------------------------------------- | ---------------------- | ---- |
| Haus Nr. 15 1/2 (Standort) | Stallstadel | eines ehemaligen Mühlenanwesens, Satteldachbau mit Blockbau-Obergeschoss, 18./19. Jahrhundert. | D-2-74-134-25 Wikidata | BW   |

### Haunersdorf
| Lage                                                             | Objekt               | Beschreibung                                   | Akten-Nr.              | Bild                 |
| ---------------------------------------------------------------- | -------------------- | ---------------------------------------------- | ---------------------- | -------------------- |
| Nähe Haunersdorf 35, Götzdorfer Feld. Bei Haus Nr. 33 (Standort) | Bildstock Maria-Hilf | gemauert, mit Bildnische und Satteldach, 1870. | D-2-74-134-28 Wikidata | Bildstock Maria-Hilf |

### Helmsau
| Lage                   | Objekt                         | Beschreibung | Akten-Nr.              | Bild |
| ---------------------- | ------------------------------ | --- | ---------------------- | ---- |
| Haus Nr. 48 (Standort) | Ehemaliges Gasthaus mit Stadel | zweigeschossiges Gebäude mit Flachsatteldach, verschaltes Blockbau-Obergeschoss, Anfang 19. Jahrhundert; Stadel, Blockbau mit Satteldach, Anfang 19. Jahrhundert, später erhöht. | D-2-74-134-29 Wikidata | BW   |

### Helmsdorf
| Lage                   | Objekt                                   | Beschreibung | Akten-Nr.              | Bild                                     |
| ---------------------- | ---------------------------------------- | --- | ---------------------- | ---------------------------------------- |
| Haus Nr. 39 (Standort) | Katholische Kirche St. Stephan mit Mauer | Saalkirche, barocke Anlage mit eingezogenem Chor und schlichter Putzgliederung, um 1700, Westturm, Oberbau achtseitig mit Spitzhelm, 1748; mit Ausstattung; Friedhofsmauer, 18/19. Jahrhundert. | D-2-74-134-32 Wikidata | Katholische Kirche St. Stephan mit Mauer |

### Hermannskirchen
| Lage                   | Objekt                         | Beschreibung | Akten-Nr.              | Bild                           |
| ---------------------- | ------------------------------ | --- | ---------------------- | ------------------------------ |
| Haus Nr. 45 (Standort) | Katholische Kirche St. Andreas | Saalkirche, romanisches Langhaus 12./13. Jahrhundert, im 15. Jahrhundert und 1786 erhöht, Chor und nordseitiger Sattelturm spätgotisch, 1491, Gliederung des Chores durch Dreiecklisenen und Dachfries, am dreigeschossigen Turm Spitzbogenblenden; mit Ausstattung. | D-2-74-134-33 Wikidata | Katholische Kirche St. Andreas |

### Hohlhof
| Lage                  | Objekt            | Beschreibung                                                                     | Akten-Nr.              | Bild |
| --------------------- | ----------------- | -------------------------------------------------------------------------------- | ---------------------- | ---- |
| Riemhof 80 (Standort) | Bildstock-Kapelle | kleiner massiver Satteldachbau mit Bildnische, Anfang 19. Jahrhundert; beim Hof. | D-2-74-134-37 Wikidata | BW   |

### Holzhausen
| Lage                                                                                 | Objekt                                         | Beschreibung | Akten-Nr.              | Bild                                           |
| ------------------------------------------------------------------------------------ | ---------------------------------------------- | --- | ---------------------- | ---------------------------------------------- |
| Haus Nr. 1 (Standort)                                                                | Ehemaliger Pfarrhof mit Stadel und Stall       | Wohngebäude einer Vierseitanlage, zweigeschossiger und verputzter Ziegelbau mit steilem Satteldach, 1826, mit barocken Teilen des Vorgängerbaus; Stadel, massiver Satteldachbau mit Lisenengliederung, Mitte 19. Jahrhundert; Stall, zweigeschossiger und verputzter Ziegelbau mit Satteldach, 1861 mit Umbauten 1896/97 und 1907.                                                                | D-2-74-134-38 Wikidata | BW                                             |
| Haus Nr. 9 (Standort)                                                                | Katholische Pfarrkirche St. Valentin mit Mauer | Saalkirche, barocke Anlage des späten 17. Jahrhunderts, nordseitig sechsgeschossiger Chorflankenturm mit Zwiebelhaube und Putzgliederung; mit Ausstattung; Maria-Hilf-Kapelle, Saalraum mit rundgeschlossenem Chor, Anfang 18. Jahrhundert; Arkadengang, Verbindung zwischen Kapelle und Pfarrkirche, wohl 18. Jahrhundert; älterer Teil der Friedhofsmauer und Befestigung, 18./19. Jahrhundert. | D-2-74-134-41 Wikidata | Katholische Pfarrkirche St. Valentin mit Mauer |
| Nähe Holzhausen. Nördlich des Ortes / An der Straße Richtung Geisenhausen (Standort) | Wegkapelle                                     | kleiner massiver Satteldachbau mit Vorhalle, Bogenfries an den Langseiten, Anfang 19. Jahrhundert. | D-2-74-134-42 Wikidata | BW                                             |

### Hörlkam
| Lage                   | Objekt                                          | Beschreibung | Akten-Nr.              | Bild |
| ---------------------- | ----------------------------------------------- | --- | ---------------------- | ---- |
| Haus Nr. 59 (Standort) | Wohnstallhaus eines Vierseithofs mit Stadel     | zweigeschossiger Satteldachbau mit Blockbau-Obergeschoss, 18./19. Jahrhundert; Blockbaustadel, bezeichnet 1659, verändert im 19. Jahrhundert; Blockbautraidboden, 18./19. Jahrhundert. | D-2-74-134-74          | BW   |
| Haus Nr. 63 (Standort) | Dreiseithof; Wohnstallhaus mit Stadel und Stall | zweigeschossiger Satteldachbau mit Traufseitschrot, Wohnteil überwiegend als Blockbau, 18. Jahrhundert, Giebel 1862 aufgemauert; Wirtschaftstrakt mit Stallungen, massiver Satteldachbau, bezeichnet 1844; Stadel, zweigeschossiger massiver Satteldachbau mit segmentbogigen Lüftungsöffnungen, bezeichnet 1923; Toreinfahrt mit Fußgängerpforte, gemauert, wohl Mitte 19. Jahrhundert. | D-2-74-134-75 Wikidata | BW   |

### Ippenberg
| Lage                   | Objekt                     | Beschreibung                                                                                           | Akten-Nr.              | Bild |
| ---------------------- | -------------------------- | --- | ---------------------- | ---- |
| Haus Nr. 84 (Standort) | Katholische Lourdeskapelle | massiver Bau mit Satteldach, nördlich Dachreiter mit Spitzhelm, Ende 19. Jahrhundert; mit Ausstattung. | D-2-74-134-43 Wikidata | BW   |

### Johannesbergham
| Lage                   | Objekt                                          | Beschreibung | Akten-Nr.              | Bild           |
| ---------------------- | ----------------------------------------------- | --- | ---------------------- | -------------- |
| Haus Nr. 37 (Standort) | Katholische Kirche St. Johann Baptist mit Mauer | Chorturmkirche, spätromanische Anlage des 12./13. Jahrhundert, Chor überwiegend 17. Jahrhundert mit späteren Veränderungen, spätgotisches Netzgewölbe des Langhauses zweiten Hälfte 15. Jahrhundert, Turmaufbau mit zweigeschossigem Oktogon und Helmaufsatz; mit Ausstattung; Friedhofsmauer, 18./19. Jahrhundert mit älteren Fragmenten. | D-2-74-134-44 Wikidata | weitere Bilder |
| Haus Nr. 36 (Standort) | Wohnstallhaus                                   | zweigeschossiges Gebäude mit Flachsatteldach, Blockbau-Obergeschoss mit Traufschrot, Ende 18./Anfang 19. Jahrhundert. | D-2-74-134-46 Wikidata | Wohnstallhaus  |

### Kaindl
| Lage                   | Objekt          | Beschreibung | Akten-Nr.              | Bild |
| ---------------------- | --------------- | --- | ---------------------- | ---- |
| Haus Nr. 91 (Standort) | Kleinbauernhaus | erdgeschossiger Bau mit Flachsatteldach, verschaltem Vordach und eingezogener Giebelseite, Ende 18. Jahrhundert. | D-2-74-134-47 Wikidata | BW   |

### Klause
| Lage                   | Objekt                        | Beschreibung                                                                             | Akten-Nr.              | Bild |
| ---------------------- | ----------------------------- | ---------------------------------------------------------------------------------------- | ---------------------- | ---- |
| Haus Nr. 23 (Standort) | Katholische Kapelle St. Maria | barocke Anlage mit Dachreiter, 1736; mit angegliedertem Eremitenhaus, wohl gleichzeitig. | D-2-74-134-48 Wikidata | BW   |

### Königsreit
| Lage                    | Objekt                       | Beschreibung                                          | Akten-Nr.              | Bild |
| ----------------------- | ---------------------------- | ----------------------------------------------------- | ---------------------- | ---- |
| Haus Nr. 109 (Standort) | Zugehörige kleine Hofkapelle | kleiner massiver Satteldachbau, Ende 19. Jahrhundert. | D-2-74-134-49 Wikidata | BW   |

### Lampeln
| Lage                   | Objekt                           | Beschreibung | Akten-Nr.              | Bild |
| ---------------------- | -------------------------------- | --- | ---------------------- | ---- |
| Haus Nr. 92 (Standort) | Blockbau-Stadel mit Nebengebäude | mit Halbwalmdach, um drei Bundwerkgefache erweitert, 18./19. Jahrhundert; Nebengebäude, massiver Satteldachbau, mit einfacher Putzgliederung und Hausfigur, wohl spätes 19. Jahrhundert. | D-2-74-134-50 Wikidata | BW   |

### Maulberg
| Lage                   | Objekt                | Beschreibung                                                                                            | Akten-Nr.              | Bild                  |
| ---------------------- | --------------------- | --- | ---------------------- | --------------------- |
| Haus Nr. 29 (Standort) | Stadel                | Satteldachgebäude in Blockbau, Ende 18. Jahrhundert.                                                    | D-2-74-134-51 Wikidata | Stadel                |
| Haus Nr. 30 (Standort) | Ehemaliges Bauernhaus | zweigeschossiges Gebäude mit Flachsatteldach, teilweise in offenem Blockbau, wohl noch 18. Jahrhundert. | D-2-74-134-52 Wikidata | Ehemaliges Bauernhaus |

### Oberhaarbach
| Lage                   | Objekt                                           | Beschreibung | Akten-Nr.              | Bild |
| ---------------------- | ------------------------------------------------ | --- | ---------------------- | ---- |
| Haus Nr. 30 (Standort) | Bauernhaus eines Dreiseithofs mit Getreidekasten | zweigeschossiges Gebäude mit Flachsatteldach, mit Putzgliederungen, Mitte 19. Jahrhundert; Blockbau-Traidkasten, 18. Jahrhundert. | D-2-74-134-54 Wikidata | BW   |

### Oberschneitberg
| Lage                    | Objekt                                  | Beschreibung | Akten-Nr.              | Bild |
| ----------------------- | --------------------------------------- | --- | ---------------------- | ---- |
| Haus Nr. 132 (Standort) | Zwei Ökonomiebauten eines Vierseithofes | Stallstadel an der Südseite, verputzter Ziegelbau mit Schopfwalmdach und Gliederungselementen, bezeichnet 1865; Stallstadel an der Nordseite, verputzter Ziegelbau mit Schopfwalmdach, segmentbogigen Öffnungen und Gesims in Ziegelornamentik, gleichzeitig. | D-2-74-134-56 Wikidata | BW   |

### Oedgarten
| Lage                                          | Objekt     | Beschreibung                                                                           | Akten-Nr.              | Bild |
| --------------------------------------------- | ---------- | -------------------------------------------------------------------------------------- | ---------------------- | ---- |
| Flur Kiebelberg. Nähe Oedgarten 20 (Standort) | Wegkapelle | kleiner massiver Satteldachbau mit Chornische, neuromanisch, um 1900; mit Ausstattung. | D-2-74-134-57 Wikidata | BW   |

### Salksdorf
| Lage                   | Objekt                         | Beschreibung | Akten-Nr.              | Bild |
| ---------------------- | ------------------------------ | --- | ---------------------- | ---- |
| Haus Nr. 5 (Standort)  | Bauernhaus                     | Mitterstallbau, zweigeschossiger Satteldachbau, teilweise in offenem Blockbau, Anfang 19. Jahrhundert.                                                                           | D-2-74-134-58 Wikidata | BW   |
| Haus Nr. 10 (Standort) | Katholische Kirche St. Michael | Saalkirche, an der Südseite Turm mit dreigeschossigem Unterbau, achtseitigem Aufsatz und Kuppelhaube, mit Lisenen- und Putzgliederung, barocke Anlage von 1707; mit Ausstattung. | D-2-74-134-60 Wikidata | BW   |

### Schlott
| Lage                                 | Objekt                        | Beschreibung                                                      | Akten-Nr.              | Bild |
| ------------------------------------ | ----------------------------- | ----------------------------------------------------------------- | ---------------------- | ---- |
| Flur Schlott. Nähe Nr. 1a (Standort) | Wegkapelle Hl. Dreifaltigkeit | kleiner massiver Satteldachbau, 19. Jahrhundert; mit Ausstattung. | D-2-74-134-61 Wikidata | BW   |

### Schrannen
| Lage                    | Objekt                                      | Beschreibung | Akten-Nr.              | Bild |
| ----------------------- | ------------------------------------------- | --- | ---------------------- | ---- |
| Haus Nr. 123 (Standort) | Wohnstallhaus eines Vierseithofs            | zweigeschossiges Gebäude mit Flachsatteldach, Blockbau-Obergeschoss und Traufschrot, erste Hälfte 19. Jahrhundert. | D-2-74-134-62 Wikidata | BW   |
| Haus Nr. 125 (Standort) | Katholische Wallfahrtskirche Mater Dolorosa | Saalkirche, barocke Anlage, westlich auskragender Dachreiter, sechsseitig mit Eckpilastern und Kuppel, mit Lisenen- und Putzgliederung, 1723, Dachreiterturm 1763 von Maurermeister Andreas Kurz erneuert; mit Ausstattung. | D-2-74-134-63 Wikidata | BW   |
| Haus Nr. 128 (Standort) | Wohnstallhaus                               | zweigeschossiger Satteldachbau mit Blockbau-Obergeschoss, Giebel- und Traufschrot, erste Hälfte 19. Jahrhundert. | D-2-74-134-64 Wikidata | BW   |

### Stephansbergham
| Lage                   | Objekt                                      | Beschreibung | Akten-Nr.              | Bild |
| ---------------------- | ------------------------------------------- | --- | ---------------------- | ---- |
| Haus Nr. 41 (Standort) | Ehemaliges Wohnstallhaus eines Dreiseithofs | zweigeschossiges Gebäude mit Flachsatteldach, Blockbau-Obergeschoss und Traufschrot, 19. Jahrhundert, im Kern älter.                                     | D-2-74-134-67 Wikidata | BW   |
| Haus Nr. 42 (Standort) | Bauernhaus                                  | zweigeschossiges Gebäude mit Flachsatteldach, Blockbau-Obergeschoss mit Trauf- und Giebelschrot, zweiten Hälfte 18. Jahrhundert.                         | D-2-74-134-68 Wikidata | BW   |
| Haus Nr. 43 (Standort) | Katholische Kirche St. Stephan              | mit eingezogenem Chor, nördlich Chorflankenturm mit Spitzhelm, spätromanischer Bau des 13. Jahrhunderts, Chorgewölbe und Turm von 1477; mit Ausstattung. | D-2-74-134-66 Wikidata | BW   |

### Stützenbruck
| Lage                                        | Objekt    | Beschreibung                                            | Akten-Nr.              | Bild |
| ------------------------------------------- | --------- | ------------------------------------------------------- | ---------------------- | ---- |
| Stadelwiese. Östlich des Weilers (Standort) | Bildstock | gemauert, mit Satteldachabschluss, 18./19. Jahrhundert. | D-2-74-134-69 Wikidata | BW   |

### Sutten
| Lage                   | Objekt                                    | Beschreibung                                                                                                 | Akten-Nr.              | Bild |
| ---------------------- | ----------------------------------------- | --- | ---------------------- | ---- |
| Haus Nr. 71 (Standort) | Wohnteil eines ehemaligen Wohnstallhauses | zweigeschossiges Gebäude mit Flachsatteldach, Blockbau, 19. Jahrhundert, Erdgeschoss weitgehend ausgemauert. | D-2-74-134-70 Wikidata | BW   |

### Vils
| Lage                   | Objekt                                 | Beschreibung | Akten-Nr.              | Bild |
| ---------------------- | -------------------------------------- | --- | ---------------------- | ---- |
| Haus Nr. 51 (Standort) | Katholische Kirche St. Georg mit Mauer | Saalkirche mit Westturm, barocke Anlage mit Putzgliederung, 1721, dreigeschossiger und spätgotischer Turmunterbau mit Spitzbogenblenden, 15. Jahrhundert, barocker Oberbau mit Pilastern und Zwiebelhaube; mit Ausstattung; Kirchhofmauer, Ziegelstein, 18./19. Jahrhundert. | D-2-74-134-71 Wikidata | BW   |

### Winn
| Lage                    | Objekt                     | Beschreibung                                                                      | Akten-Nr.              | Bild |
| ----------------------- | -------------------------- | --------------------------------------------------------------------------------- | ---------------------- | ---- |
| Haus Nr. 101 (Standort) | Traidkasten- und Stadelbau | Satteldachgebäude in Blockbau über massivem Sockelgeschoss, wohl 18. Jahrhundert. | D-2-74-134-73 Wikidata | BW   |

## Ehemalige Baudenkmäler
In diesem Abschnitt sind Objekte aufgeführt, die früher einmal in der Denkmalliste eingetragen waren, jetzt aber nicht mehr. Objekte, die in anderem Zusammenhang – also z. B. als Teil eines Baudenkmals – weiter eingetragen sind, sollen hier nicht aufgeführt werden. Aktennummern in diesem Abschnitt sind ehemalige, jetzt nicht mehr gültige Aktennummern.

| Lage                                              | Objekt                                      | Beschreibung | Akten-Nr.                | Bild      |
| ------------------------------------------------- | ------------------------------------------- | --- | ------------------------ | --------- |
| Geisenhausen Frontenhausener Straße 12 (Standort) | Wohnhaus                                    | zweigeschossiges giebelständiges Gebäude mit Flachsatteldach und rückwärtig zwei Giebelschroten, im Kern 18. Jahrhundert.                                                                    | D-2-74-134-2 Wikidata    | Wohnhaus  |
| Geisenhausen Hauptstraße 2 (Standort)             | Wohn- und Geschäftshaus                     | neubarock, 1895. |                          | BW        |
| Geisenhausen Hauptstraße 13 (Standort)            | Wohnhaus                                    | zweigeschossiger giebelständiger Satteldachbau mit Vorschussmauer, mit Neurokoko-Fassade, bezeichnet 1910.                                                                                   | D-2-74-134-4 Wikidata    | Wohnhaus  |
| Geisenhausen Metzgergasse 1, 2 (Standort)         | Doppelhaus                                  | mit Flachsatteldach, Südgiebel. |                          | BW        |
| Geisenhausen Vilsgasse 11 (Standort)              | Kleinhaus                                   | zweigeschossiges Gebäude mit Flachsatteldach und verbrettertem Blockbau-Obergeschoss, zweiten Hälfte 18. Jahrhundert.                                                                        | D-2-74-134-17 Wikidata   | Kleinhaus |
| Adermühle Haus Nr. 5 (Standort)                   | Blockbau-Traidkasten                        | eines Vierseithofs, bezeichnet 1879. | D-2-74-134-18 Wikidata   | BW        |
| Hagenau Haus Nr. 45 (Standort)                    | Zugehöriger Traidkasten                     | Obergeschoss in Blockbau, 18./19. Jahrhundert. | D-2-74-134-26 Wikidata   | BW        |
| Haselbach Oberhaselbach 88 (Standort)             | Wohnstallhaus eines Vierseithofs mit Stadel | mit Walmdach und Blockbau-Obergeschoss, 18./19. Jahrhundert; zugehöriger Blockbau-Stadel, gleichzeitig.                                                                                      | D-2-74-134-27 ? Wikidata | BW        |
| Helmsau Haus Nr. 51 (Standort)                    | Bauernhaus                                  | zweigeschossiges Gebäude mit Flachsatteldach, Blockbau-Obergeschoss teilverputzt, erste Hälfte 19. Jahrhundert.                                                                              | D-2-74-134-30 Wikidata   | BW        |
| Höhenberg Haus Nr. 10 1/2 (Standort)              | Wohnstallhaus                               | mit geschlepptem Flachsatteldach und verputztem Blockbau-Obergeschoss, wohl Anfang 19. Jahrhundert.                                                                                          | D-2-74-134-34 Wikidata   | BW        |
| Hörlkam Haus Nr. 62 1/2 (Standort)                | Wohnstallhaus eines ehemaligen Dreiseithofs | zweigeschossiger und verputzter Blockbau mit Flachsatteldach, Ende 17. Jahrhundert, teilweise massiv ausgebaut.                                                                              | D-2-74-134-35 Wikidata   | BW        |
| Hofmühle Haus Nr. 16 (Standort)                   | Stadel                                      | in Ständerbohlenbauweise mit Satteldach, 19. Jahrhundert. | D-2-74-134-100 Wikidata  | BW        |
| Hofmühle Haus Nr. 16 1/2 (Standort)               | Wohnhaus und Mühle                          | zweigeschossiges Gebäude mit Steildach und geschweiftem Giebel, wohl zweite Hälfte 19. Jahrhundert; Mühle, zweigeschossiger Satteldachbau, teilweise Blockbau, im Kern Ende 18. Jahrhundert. | D-2-74-134-36 Wikidata   | BW        |
| Holzhausen Haus Nr. 7, 7 1/2 (Standort)           | Handwerkerhaus                              | Doppelhaus, zweigeschossiger Satteldachbau mit Kniestock, teilweise Blockbau, 19. Jahrhundert.                                                                                               | D-2-74-134-40 Wikidata   | BW        |
| Johannesbergham Haus Nr. 34 (Standort)            | Blockbau-Traidkasten                        | eines Dreiseithofs, Ende 18./Anfang 19. Jahrhundert. | D-2-74-134-45 Wikidata   | BW        |
| Neutenkam Haus Nr. 51 (Standort)                  | Zugehöriger Blockbau-Traidkasten            | Ende 18. Jahrhundert. | D-2-74-134-53 Wikidata   | BW        |
| Salksdorf Haus Nr. 8 (Standort)                   | Zugehöriger Blockbaustadel                  | 18./19. Jahrhundert. | D-2-74-134-59 ? Wikidata | BW        |